# Базиліка Святого Августина
Базиліка Святого Августина (італ. Basilica di Sant’Agostino, лат. Sancti Augustini) — католицький храм у Римі, Італія. Збудований 1483 року. Один з перших ренесансних храмів міста. Титулярна церква (з 1587).  Розташований через будівлю на північний схід від П'яцца Навона.

## Історія
Зведено її із виламаних з Колізею блоків мармуру у 1483 році на кошти руанського архієпископа. Своєрідна слава Сант Агостіно заснована на тому, що в давнину значну частину її парафіянок складали представниці найдавнішої професії. З однією з них Караваджо написав «Мадонну Лорето» яка виставлена в храмі і що наробила тоді багато шуму. 
Зображення святих Августина, Івана Богослова та Ієроніма належать Гверчіно, пророка Ісаї — Рафаелю. Серед храмових святинь особливо шанується рука святої Моніки — матері св. Августина.

## Кардинали
- 12 січня 1953 — 7 грудня 1971: Фернандо Кірога-Паласіос, архієпископ Компостельський.
- З 24 березня 2006: Жан-П'єр Рікар — голова комісії єпископів Франції.